# Valhardi (album)
 (octobre 2023).
Si vous disposez d'ouvrages ou d'articles de référence ou si vous connaissez des sites web de qualité traitant du thème abordé ici, merci de compléter l'article en donnant les références utiles à sa vérifiabilité et en les liant à la section « Notes et références ».
Valhardi  est le deuxième album de la série Jean Valhardi. Publié en 1951, il contient trois histoires publiées auparavant dans Spirou.